# Orchestra Filarmonică din München
Orchestra Filarmonică din München (Münchner Philharmoniker) este o orchestră simfonică germană fondată în 1893. Este una dintre orchestrele principale din orașul München, pe lângă Orchestra Simfonică a Radiodifuziunii Bavareze și Orchestra Operei de Stat din Bavaria.

## Istoric
Fondată în 1893 de către Franz Kaim sub numele de Orchestra Kaim (Kaim-Orchester), orchestra a atras în curând dirijori cunoscuți ca Gustav Mahler, care a dirijat-o în 1897 și a condus aici în premieră două dintre simfoniile sale (a 4-a și a 8-a). Dirijorul Bruno Walter a condus de asemenea în premieră Das Lied der Erde în 1911. Felix Weingartner este primul drijor de renume care a fost director muzical în perioada 1898-1905, tânărul Wilhelm Furtwängler făcându-și aici debutul ca dirijor pe 19 februarie 1906.
Începând din 1910 orchestra s-a numit Orchestra Societății de Artă din München (Orchester des Münchener Konzertvereins).
Orchestra și-a încetat activitatea în timpul primului război mondial din motive financiare - fiind finanțată doar în mod privat - și din cauză că un număr de membrii au fost mobilizați pe front. După război concertele au fost reluate cu ajutor financiar din partea orașului München, având ca director artistic pe compozitorul Hans Pfitzner, și mai apoi pe brucknerianul Siegmund von Hausegger. În 1928 orchestra își schimbă numele la varianta actuală: Münchner Philharmoniker.
După victoria naziștilor în 1933, talentatul Oswald Kabasta se rătăcește sub tutelajul regimului lui Adolf Hitler.
După al doilea război mondial orchestra a avut din nou probleme financiare, sala de concerte fiind distrusă complet. Administrația americană l-a numit pe Hans Rosbaud ca șef de orchestră. Sub Rudolf Kempe formația și-a recâștigat prestigiul. Începând din 1979 Sergiu Celibidache este numit director muzical al orașului München. Timp de 17 ani renumitul dirijor român a fost factorul formant al orchestrei, după cum stau mărturie numeroasele înregistrări publicate după moartea artistului.
În 1985 a fost inaugurat centrul cultural Gasteig, reședința actuală a orchestrei.
De-a lungul timpului numeroși artiști români au colaborat cu orchestra: pianiștii Radu Lupu, Dan Grigore, Eugen Ciceu; dirijorul Ion Marin ș.a.

## Corul Filarmonic München
Corul partener al Orchestrei Filarmonice din München a fost fondat tot de Franz Kaim în 1895. Corul era compus în 2008 din 131 de membrii cântăreți repartizați pe voci astfel: soprane 51, altiste 27, tenori 22, bași 31. Din 1996 directorul corului este Andreas Herrmann, profesor universitar la München.

## Lista șefilor de orchestră

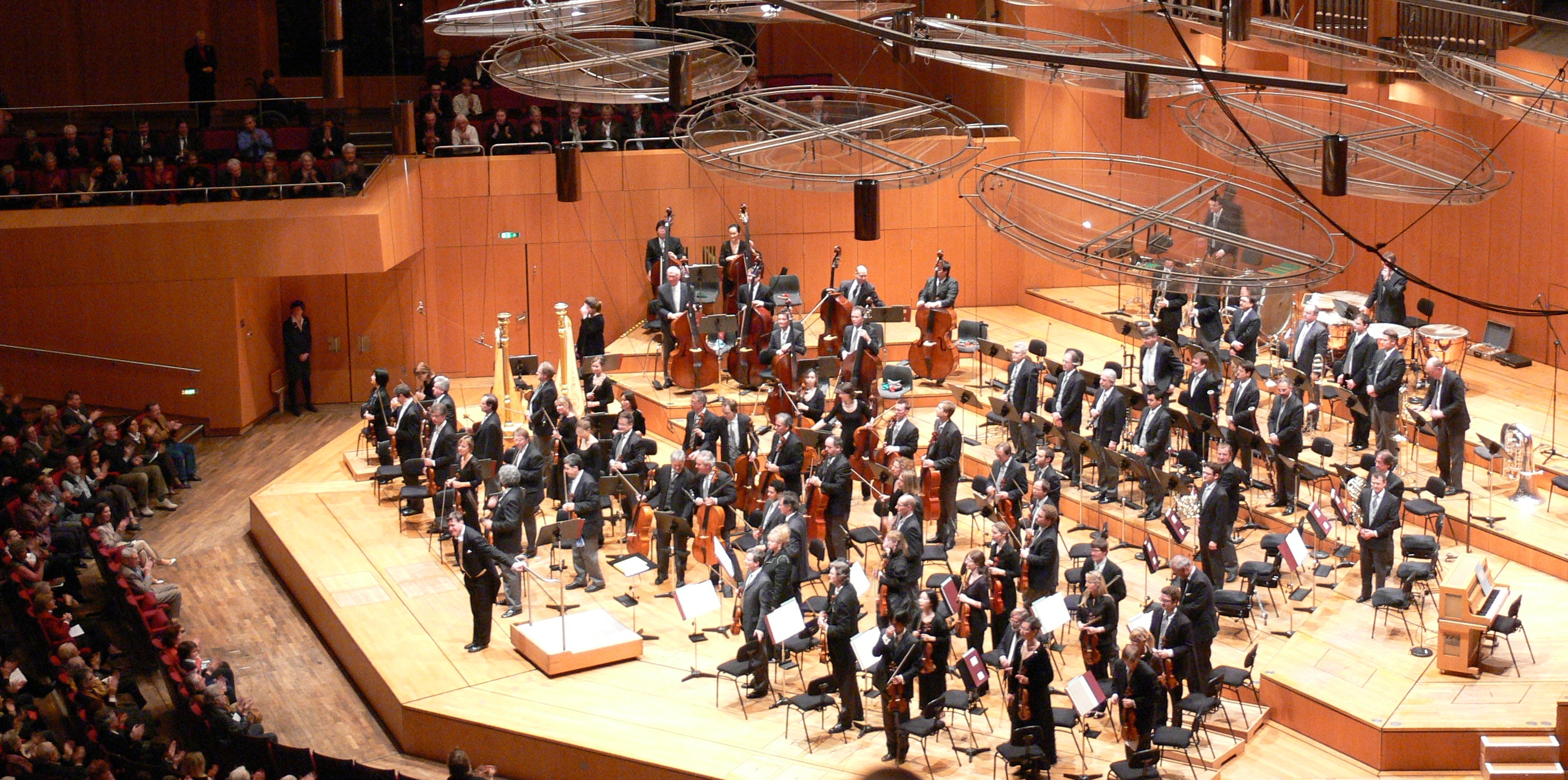
Orchestra în 2008 sub Christian Thielemann în sala din Gasteig

- 1893–1895: Hans Winderstein
- 1895–1897: Hermann Zumpe
- 1897–1898: Ferdinand Löwe
- 1898–1905: Felix Weingartner
- 1905–1908: Georg Schnéevoigt
- 1908–1914: Ferdinand Löwe
- 1919–1920: Hans Pfitzner
- 1920–1938: Siegmund von Hausegger
- 1938–1944: Oswald Kabasta
- 1945–1948: Hans Rosbaud
- 1949–1966: Fritz Rieger
- 1967–1976: Rudolf Kempe
- 1979–1996: Sergiu Celibidache
- 1999–2004: James Levine
- 2004–2014: Christian Thielemann
- 2015-2022: Valeri Gherghiev[2]

## Opere interpretate în premiere (selecție)
- Günter Bialas: Concert pentru vioară (1949) - Preisungen (1964) - Lamento di Orlando (1986),
- Hans Jürgen van Bose: Symbolum (1988),
- Walter Braunfels, César Bresgen: Totentanz (1958),
- Anton Bruckner: Simfonia a 5-a în si bemol major (1935) - Symphonie a 6-a în la major (versiunea orginală, 1932) - * Symphonie a 9-a în r minor (versiunea originală, 1932),
- Johann Nepomuk David: Variațiuni simfonice pe o temă de Heinrich Schütz (1943),
- Werner Egk: Vier Italienische Lieder (1932) - Columbus (1934),
- Gottfried von Einem: Münchner Symphonie (1985),
- Harald Genzmer: Symphonie a 3-a (1986),
- Friedrich Gulda: Paradise Island (1990),
- Joseph Haas, Peter Michael Hamel: Die Lichtung (1988),
- Karl Amadeus Hartmann: Scherzo pentru instrumente de percuție (1990),
- Wilfried Hiller: Chagall-Zyklus (1993),
- Karl Höller: Hymnen für Orchester (1934) - Sweelinck-Variationen, opus 56 (1951),
- Rudolf Kelterborn: Symphonie a 2-a (1970),
- Wilhelm Killmayer: Concert pentru pian (1956),
- Nicolaï Korndorf: Sempre tutti (1987),
- Witold Lutosławski: Interludium (1990),
- Gustav Mahler: Simfonia a 4-a în sol major (1901) - Simfonia a 8-a în mi bemol major (1910)]] - Das Lied von der Erde (1911),
- Joseph Marx, Siegfried Matthus: Die Windsbraut (1986),
- Luigi Nono: Camminantes...Ayacucho (1987),
- Hans Pfitzner: Simfonie opus 36a (1933),
- Max Reger: Symphonische Rapsodie, opus 147 pentru vioară și orchestră (1932),
- Wolfgang Rihm: Unbenannt (1986),
- Armin Schibler: Concert pentru pian (1970),
- Alfred Schnittke: Concert pentru violoncel (1986),
- Ferit Tüzün, Hugo Wolf: Scherzo und finale (1940),
- Ermanno Wolf-Ferrari: Concert pentru vioară (1944).

## Discografie
Dintre edițiile discografice dedicate dirijorilor care s-au perindat la pupitrul orchestrei se poate menționa în primul rând cea dedicată dirijorului Sergiu Celibidache, apărută la casa de discuri EMI Classics în 4 volume cuprinzând cca. 50 de CD-uri, primul dedicat în întregime lui Anton Bruckner. OehmsClassics a scos o serie de înregistrări care documentează era James Levine, serie care cuprinde pe lângă repertoriul clasic și compozitori americani contemporani. A apărut de asemenea o serie de cinci înregistrări istorice sub Günter Wand. La Deutsche Grammophon au apărut înregistrări sub Christian Thielemann, printre altele Recviemul lui Mozart (KV 626) și un DVD al concertului susținut la Vatican împreună cu corul Athestis și Regensburger Domspatzen.